# Monta Stoomschoenenfabriek
De Monta Stoomschoenenfabriek werd opgericht in 1892 en lag aan de Zuid-Willemsvaart ter hoogte van het Tolbrugkwartier in 's-Hertogenbosch.
De directeur-eigenaar was Maurits van den Bergh. Vandaar de merknaam Monta, wat "berg" betekent.
De fabriek was gevestigd in een gebouw van de Tolbrugkazerne uit 1744, die in 1892 haar militaire functie verloren had. In 1914 werden er echter weer troepen gelegerd.
De fabriek is verdwenen en ook de merknaam bestaat niet meer. In het gebouw was sinds 1944 nog een confectiebedrijf en sinds 1956 een garagebedrijf gevestigd. In de jaren 60 van de 20e eeuw werden alle kazernegebouwen gesloopt. Op de plaats van de fabriek was tot begin jaren 2010 het Jeroen Bosch Ziekenhuis gevestigd.

## Externe bron
- Bossche encyclopedie